# 高田文二郎
高田文二郎（たかだ ぶんじろう、天保9年（1838年） - 慶応4年9月5日（1868年10月20日））は、新選組隊士（機械方下役）。
武蔵国江戸出身。戊辰戦争が勃発後に新選組に入隊した。白河口の戦いや母成峠の戦い（会津戦争）に参加し、越後口高久村に会津藩の援軍として派遣された。新政府軍の如来堂襲撃により戦死したという。享年31。